# 功朗法
功朗法（こうろうほう）は、横山雅始により創設された護身術。

## 概要
横山が湾岸戦争時期に日本国外にて長期滞在し、治安の悪い地域を含む各地を訪れることとなり、実際に得た経験から考案された防衛技術。凶器を持った相手の突発的攻撃から身を守ることが基本体系となっている。特に隠れた場所、暗がりなどでの凶器による不意打ちや、複数の暴漢への対処方法も練習体系に組み込まれている。
暴漢やストーカー、強盗などによる突発的な攻撃からいかに身を守るかという技術を短期で習得することを目的とした護身術。特にナイフよる攻撃などには、有効である。実際の現場を想定しての対人稽古を中心に、暗がりや狭い場所での対応、複数の暴漢への対応などを学ぶ。
相手の攻撃を封じるために間合いを潰す戦術が土台にあり、近接格闘術のカラーを持つ。またその至近距離の攻防や性別などに威力が左右されにくい脱力による高速の開掌を用い、拳による顔面打突を好まない。